# روند عليا
روند عليا هي قرية في مقاطعة أرومية، إيران. عدد سكان هذه القرية هو 109 في سنة 2006.